# انقباض سولفید اشنموزر
انقباض سولفید اشنموزر(به انگلیسی: Eschenmoser sulfide contraction) یک واکنش آلی است که برای اولین بار توسط آلبرت اشنموزر برای سنتز ترکیبات ۳٬۱-دی‌کربونیل از یک تیواستر، توصیف شده‌است. این روش نیاز به یک باز و یک فسفین نوع سوم دارد. این روش به طور قابل توجهی در سنتز جامع ویتامین B۱۲ استفاده شده‌است.